# Engelska kanalen

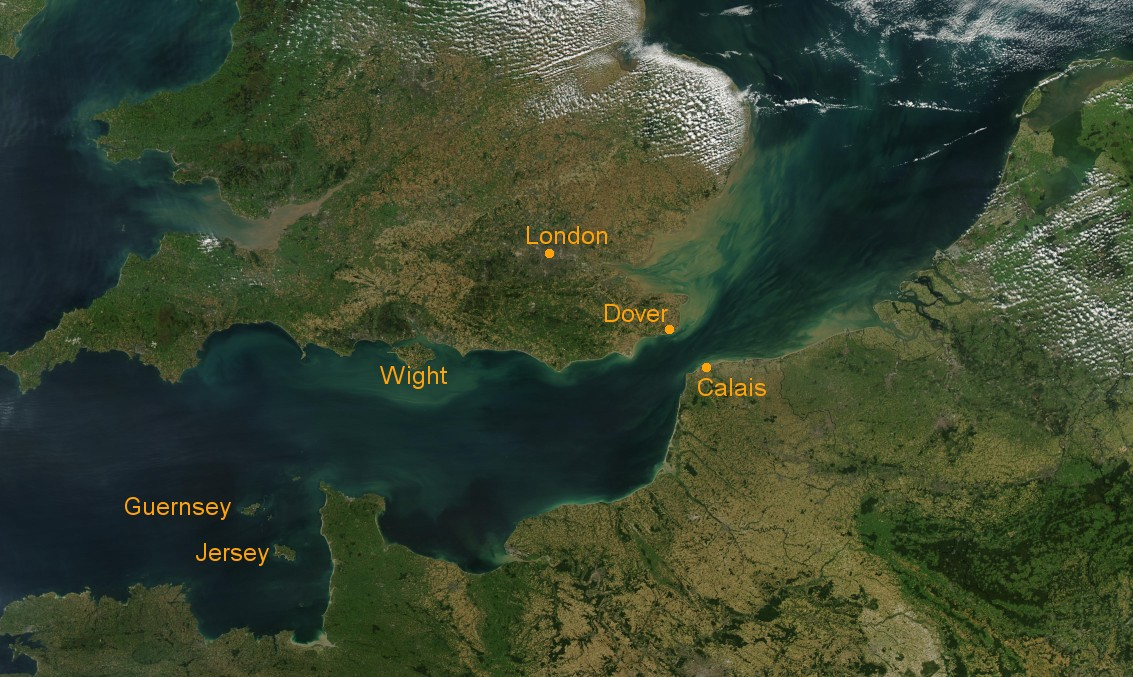
Engelska kanalen sedd från satellit.

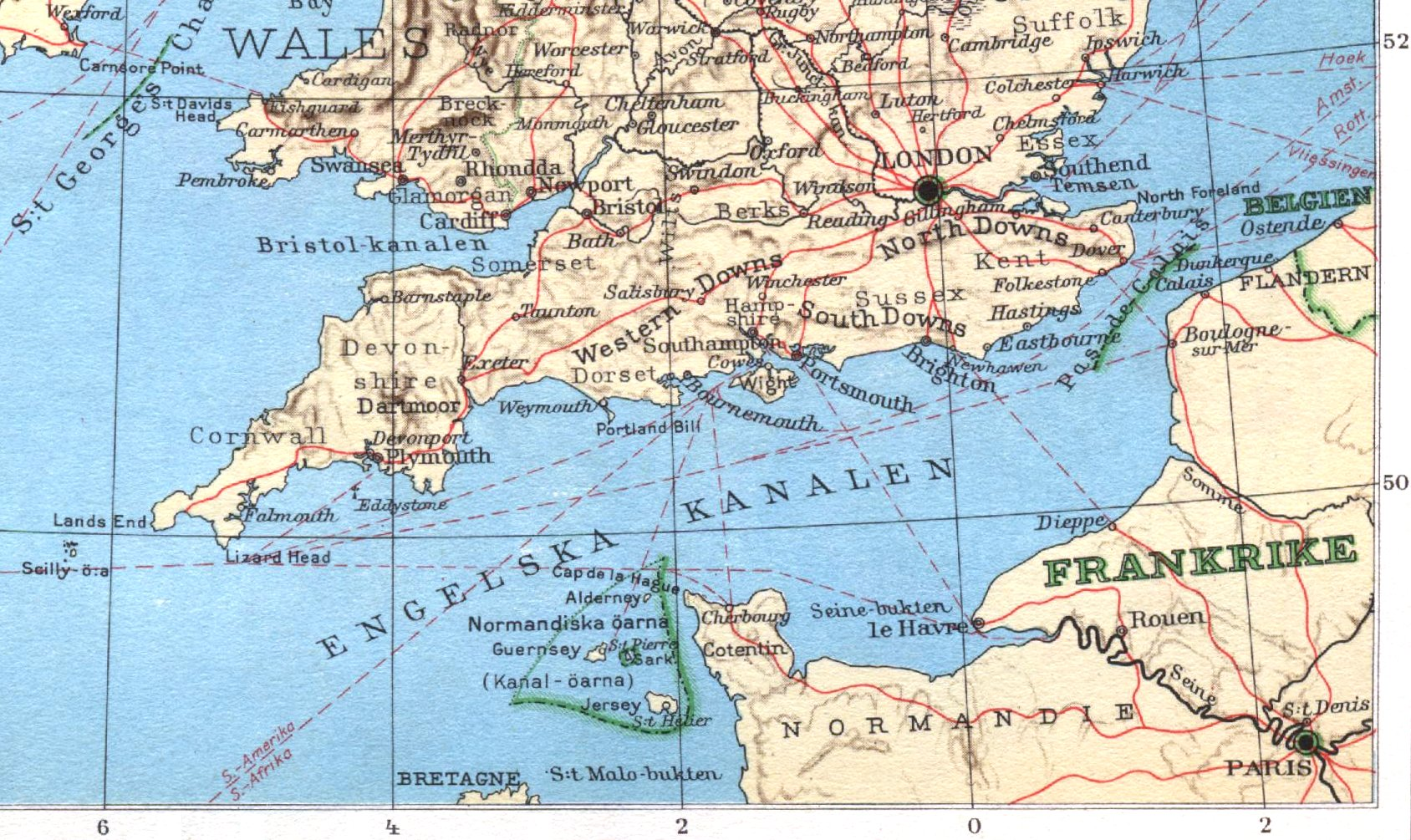
Karta från 1930.

Trigonometrisk karta

Engelska kanalen (engelska: the English Channel/the Channel; franska: Ia Manche, "Ärmen") är ett sund som skiljer Storbritannien från det europeiska fastlandet och Keltiska havet från Nordsjön, och är som smalast i Doverkanalen, med endast 34 km mellan engelska Dover och franska Calais, och som bredast i väster 240 km där den närmast har karaktären av randhav av Atlanten.
Den svenska namndelen "kanalen" kan betraktas som en felöversättning (falsk vän) av engelskans "channel", som här närmast har betydelsen "sund".
Sundets största ö är Isle of Wight i norr. Öarna i södra delen av sundet benämns Kanalöarna, av vilka de största är Jersey, Guernsey, Alderney och Sark. 
Sundet har intensiv sjötrafik, med flera färjor som korsar sundet. Sedan 1994 kan sundet även korsas under havsbotten i Kanaltunneln med snabbtåget Eurostar.

## Geologisk historik
Sundet bildades för mellan 200 000 och 450 000 år sedan då två gigantiska flodvågor i två omgångar skar av Storbritannien från det europeiska fastlandet. När Storbritannien fortfarande var en del av det europeiska fastlandet fanns en stor insjö norr om sundet, i södra nuvarande Nordsjön, som fick sitt vatten från Rhen, Themsen och smältvatten från glaciärer, och som i norr dämdes upp av glaciärer och i söder av kalkstensryggen Weald-Artois. När glaciärerna smälte höjdes vattennivån i sjön och till slut, för cirka 425 000 år sedan, bröt vattnet igenom det mjuka kalkstensberget. De enorma vattenmassorna skar snabbt en djup fåra som skapade sundets första stadium. I och med det ändrade de båda floderna Themsen och Rhen sina flöden som tog nya vägar ut i sundet. Under senaste istiden skedde ett liknande förlopp och en andra flodvåg, större än den första, grävde en ännu djupare fåra och ökade därigenom flödet och resulterade i den nuvarande Engelska kanalen. (Tidigare har Engelska kanalen antagits ha bildats under lång tid genom normal erosion.)

## Historia

### Flyghistoria

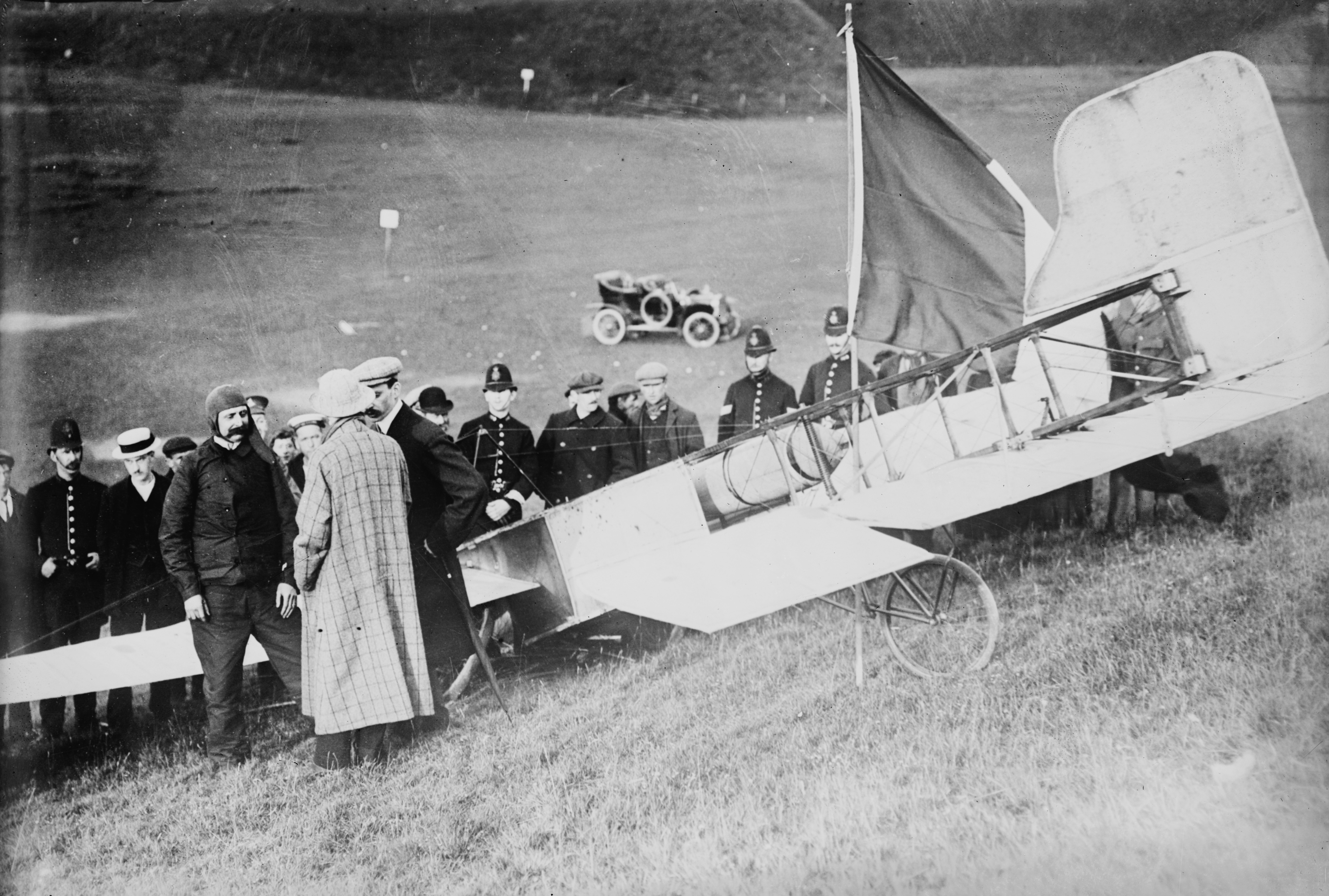
Louis Blériot strax efter landningen 1909.

Jean-Pierre Blanchard och John Jeffries flög 7 januari 1785 i en luftballong över Engelska kanalen.
Louis Blériot flög 25 juli 1909 i ett egenkonstruerat flygplan över Engelska kanalen, från Les Baraques nära Calais i Frankrike till en äng vid Dover Castle i Dover, England. Han blev på så sätt den förste som flög mellan Frankrike och England. Flygturen påbörjades klockan 04.41 och tog 43 minuter och Blériot vann därmed det pris på 1 000 pund som den engelska dagstidningen Daily Mail hade utlyst till den förste som lyckades flyga över Engelska kanalen.
Harriet Quimby blev den 16 april 1912 den första kvinnan som flög över kanalen, från Dover till Hardelot söder om Calais. Bedriften blev dock inte särskilt uppmärksammad, för samtidigt som hennes plan, för övrigt konstruerat av Blériot, arbetade sig över kanalen, exploderade en annan nyhet från ett annat hav över hela världen. RMS Titanic, det dittills största och förmodat säkraste passagerarfartyget hade kolliderat med ett isberg och gått till botten i Atlanten. Quimbys bedrift hamnade helt i skuggan av denna nyhet.

### Militärhistoria
Engelska kanalen utgör även ett militärt skydd för de brittiska öarna; endast två gånger har en fiendearmé lyckats ta sig över; 55 f.Kr. och 1066. De stora misslyckandena tillskrivs Filip II av Spanien 1588, Napoleon I 1805 och Adolf Hitler 1940.[källa behövs] Tack vare kanalen och en mäktig flotta har det moderna England (grundat av Vilhelm Erövraren på 1000-talet) kunnat stå invasioner emot i samtliga krig. Känd är Operation Overlord, de allierades invasion av Frankrike under andra världskriget som riktades över kanalen, från England.

### Kanalsimning
En särskild utmaning är uppgiften att korsa Engelska kanalen simmande. Den första som lyckades med bedriften var Matthew Webb som från den 24 till den 25 augusti 1875 simmade från Dover till Cap Gris-Nez på den franska sidan. Han behövde 21 timmar och 45 minuter för sträckan.
Den första kvinnan och den femte personen efter Webb som klarade sträckan blev 1926 Gertrude Ederle från USA. Hon simmade åt andra hållet från Cap Gris-Nez till Kingsdown och var efter 14 timmar och 31 minuter framme.
Den svenska simmaren Sally Bauer inspirerades av Gertrude Ederle och blev 1939 den första skandinav att simma över Engelska kanalen.

### Undervattenstunnel
Huvudartikel: Kanaltunneln
Franske bergsingenjören Albert Mathiue framförde år 1802 ett förslag på en tunnel under Engelska kanalen. Ett direkt förslag för en tunnel framställdes till Kejsar Napoleon III 1867 då ett franskt-engelskt konsortium framlade en sådan plan. Napoleon III tillsatte en internationell kommitté för att undersöka möjligheterna till en tunnel. Kommitténs arbete blev avbrutet av fransk-tyska kriget.
Bygget av en undervattenstunnel smygstartade i juni 1882 då fullortsborrmaskiner, som uppfanns under andra halvan av seklet, användes för att borra en 1,84 km lång kalkbergstunnel på brittiska sidan och en 1 669 meter lång tunnel från franska Sangatte på fastlandet, men stoppades i mars 1883 med anledning av brittisk rädsla för att en fast förbindelse kunde användas som väg för invasion. Bygget av den blivande Kanaltunneln återupptogs först 105 år senare och avslutades den 6 maj 1994 då tunneln invigdes av dåvarande franske presidenten François Mitterrand och brittiska drottningen Elizabeth II.